# أندي ميتكالف
أندي ميتكالف (بالإنجليزية: Andy Metcalfe)‏ هو عازف قيثارة بريطاني، ولد في 3 مارس 1956.